# 夏海公司
夏海 公司（なつみ こうじ、1974年 - ）は、日本のライトノベル作家。兵庫県出身。

## 経歴
大学卒業後、システムエンジニアを経て、2007年、『葉桜が来た夏』にて第14回電撃小説大賞の選考委員奨励賞を受賞し作家デビューする。

## 作品リスト

### 単行本
- 葉桜が来た夏（全5巻、電撃文庫、2008年4月 - 2009年10月）
- なれる!SE（全16巻、電撃文庫、2010年6月 - 2017年8月）
- 兼業作家、八乙女累は充実している[2]（メディアワークス文庫、2017年6月）
- ガーリー・エアフォース（既刊12巻、電撃文庫、2014年9月 - ）
- ワールドエンドの探索指南（既刊3巻、電撃文庫、2019年7月 - ）
- 僕らのセカイはフィクションで（電撃文庫、2021年11月）
- はじまりの町がはじまらない（ハヤカワ文庫JA、2022年8月）
- セピア×セパレート 復活停止（電撃文庫、2024年1月）
- ゲーム・ウィズ・スローン 無限死行（電撃文庫、2025年7月）

### 雑誌掲載
小説
- 「八木山音花のIT奇譚 未完の地図」 - 『S-Fマガジン』2024年8月号

エッセイ
- 「ITという呪いの果てに」 - 『S-Fマガジン』2022年10月号

### 連載
- セピア×セパレート 復活停止 - 『電撃ノベコミ+』[3]

## その他
- ブルー リフレクション 幻に舞う少女の剣 - シリーズ構成